# Filippo di Piero Strozzi
Filippo di Piero Strozzi (Venezia, aprile 1541 – Isole Azzorre, 27 luglio 1582) è stato un nobile, generale e condottiero italiano.
Originario della famiglia fiorentina degli Strozzi, fu al servizio del Regno di Francia ed ereditò dal padre Piero Strozzi il titolo di Signore di Épernay, al quale aggiunse il titolo di Signore di Bressuire e di Comandante dell'esercito francese. Comandò le forze franco-portoghesi nella battaglia navale delle Azzorre al largo di Vila Franca do Campo, dove perse la vita combattendo. Fu amico di Pierre de Bourdeille, che lo accompagnò nella spedizione delle Azzorre.

Lo stemma di Filippo Strozzi

## Biografia
Nacque a Venezia nell'aprile 1541, figlio di Piero Strozzi e di Laudomia di Pierfancesco de' Medici. Il padre fu uno degli esponenti di spicco del movimento repubblicano a Firenze che entrò in rotta di collisione con il nuovo Duca Cosimo I e lo combatté, assieme agli altri esiliati fiorentini (i fuoriusciti) durante l'assedio di Siena, nel quale Cosimo e le truppe imperiali ebbero la meglio. Quando il padre tornò in Francia, entrò al servizio dalla regina Caterina de' Medici, fu nominato Maresciallo di Francia, mentre il piccolo Filippo, che aveva 7 anni, fu collocato come paggetto del Delfino, il futuro re Francesco II. Crescendo a corte seguì le orme del padre ed intraprese la carriera militare, entrando all'età di 16 anni nell'esercito (1557).
Durante le operazioni in Piemonte si fece notare per la bravura e tenendo conto delle sue origini fu subito promosso come apprendista comandante, agli ordini del Duca di Guisa, che lo mise al comando di una compagnia. Nel 1558 partecipò all'assedio  di Calais negli scontri tra il Regno di Francia e Inghilterra, e in quello stesso anno durante l'assedio di Thionville perse la vita suo padre, lasciandolo in una situazione finanziaria difficile, che lo costrinse a vendere una larga parte dei beni di famiglia.
Per via della parentela tra Caterina de' Medici e la casa reale scozzese, nel 1560 viene inviato in Scozia in base alla firma del Trattato di Edimburgo voluto dalla reggente, la duchessa Maria di Guisa, ma la morte della duchessa e il rifiuto della regina Maria Stuarda di ratificare il trattato portarono al suo rientro di Francia dove fu fatto Signore di Épernay. Nel 1563 venne nominato colonnello della Guardia reale ed introdotto alle nuove tecniche militari, relative agli armamenti più moderni e le tattiche di guerra, che lo fecero notare a corte guadagnandosi la stima sempre crescente presso la regina madre Caterina.
Quando nel 1564 le truppe dell'Impero ottomano, condotte dal Sultano Solimano il Magnifico, valicarono il Danubio minacciando Vienna, egli partì in soccorso dell'Imperatore Massimiliano II, partecipando alle battaglie in Ungheria. L'anno seguente, in seguito al Grande assedio di Malta partecipò alla spedizione di soccorso ai Cavalieri Ospitalieri condotta dal Duca di Brissac. 
Da Malta si trasferì a Roma per contrastare la minaccia turca nel Mare Adriatico, distinguendosi nella difesa di Ancona, e una volta diminuito il pericolo turco sulle coste italiane, partì alla volta della Transilvania, per combattere contro le truppe del principe Giovanni II Sigismondo Zápolya fedele alleato del Sultano.
Ritornato in Francia nel 1567 ove venne nominato maestro di campo della Guardia reale, partecipando alle guerre di religione contro gli ugonotti,  nel 1569 succedette a Timoleone di Cossé come Colonnello Generale delle truppe di fanteria di terra dell'esercito francese, la carica militare più alta di Francia. Si segnalò durante il combattimento di Roche-Abeille, nella battaglia di Moncontour, e all'assedio di La Rochelle (1573) insieme al suo amico Pierre de Bourdeille, combattendo agli ordini del Duca d'Angiò. Nel corso del Gran Tour intrapreso dal re Carlo IX, su consiglio della madre Caterina de Medici, al fine di conoscere meglio il suo regno, durante l'entrata a Bayonne il re noto che i fanti delle compagnie spagnole disponevano di un valletto che portava loro il moschetto durante la marcia. Carlo IX gli chiese che anche la guardia reale adottasse tale sistema, ma lui rifiutò e chiese agli armaioli di Milano di modificare l'arma, alleggerendola al fine di essere trasportata da un solo uomo senza venirne schiacciato dal peso, e di raddoppiarne la gittata. Fu il debutto dei mousquetaires nei reggimenti reali.  Nel 1579 fu insignito del titolo di Cavaliere dell'Ordine dello Spirito Santo.

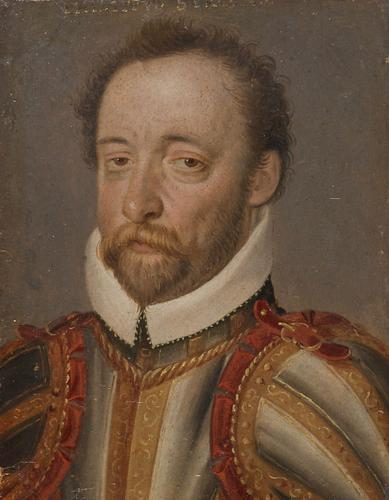
Filippo di Piero Strozzi

Nel 1581 Caterina de Medici, con l'assenso del re Enrico III, decise di armare una flotta di navi corsare, di cui ricevette il comando, al fine di sostenere le pretese di Antonio, priore di Crato al trono del Portogallo, contrastando contemporaneamente quelle di Filippo I che aveva già invaso il paese. Lasciato l'incarico di Colonnello generale della fanteria, ricevette la Signoria di Bressuire e un appannaggio mensile dal Re Antonio I del Portogallo. Quindi, come privato mercenario, pur avendo il beneplacito di Caterina de' Medici, partì da Belle-Isle nel giugno 1582 con un contingente francese, e in minoranza portoghese, per Terceira, nelle Azzorre. Arrivato a São Miguel, un'isola la cui sovranità era ancora contesa, la forza al suo comando, composta da 60 navi con circa 6 o 7.000 soldati, fu attaccata dalle navi spagnole di don Alvaro de Bazan Marchese de Santa Cruz de Mudela, e totalmente annientata durante la battaglia navale delle Azzorre al largo di Vila Franca do Campo nelle Azzorre, il 26 giugno 1582. La sua nave ammiraglia, il San Jean Baptiste, venne impegnata in combattimento da quella su cui alzava la sua insegna don Miguel de Oquendo y Segura, e gravemente danneggiata la nave si arrese.
Filippo Strozzi fu assassinato la mattina del 27 luglio 1582, all'età di 41 anni, sul ponte della nave ammiraglia spagnola, alla presenza di de Bazan. Il suo corpo, crivellato di ferite, fu lanciato in mare dal castello di poppa della nave ammiraglia.
Per via dei trattati di pace tra la Francia e la Spagna, la spedizione dello Strozzi, sebbene autorizzata dalla regina madre di Francia, non fu riconosciuta dagli spagnoli, e i prigionieri vennero considerati alla stregua di corsari. Almeno 80 nobili e 313 membri degli equipaggi vennero crudelmente condannati a morte a Vila Franca, e le esecuzioni furono eseguite meticolosamente con la decapitazione per i nobili e l'impiccagione per i restanti il 1 agosto 1582. 
Un mese dopo ne vennero celebrate le solenni esequie a Parigi, alla presenza del re e di tutti i cavalieri dello Spirito Santo, rendendo omaggio ad uno dei più attivi soldati che avevano prestato servizio alla corte di Francia.

## Ascendenza
|                                         |                                    |                                          | Genitori                                              |  |  | Nonni |  |  | Bisnonni                      |  |  | Trisnonni          |  |
|                                         |                                    |                                          |                                                       |  |  |       |  |  | 8. Filippo Strozzi il Vecchio |  |  | 16. Matteo Strozzi |  |
|                                         |                                    |                                          |                                                       |  |  |       |  |  | 8. Filippo Strozzi il Vecchio |  |  | 16. Matteo Strozzi |  |
|                                         |                                    | 17. Alessandra Macinghi                  |                                                       |  |  |       |  |  | 8. Filippo Strozzi il Vecchio |  |  |                    |  |
| 4. Filippo Strozzi il Vecchio           |                                    |                                          |                                                       |  |  |       |  |  | 8. Filippo Strozzi il Vecchio |  |  |                    |  |
|                                         |                                    | 9. Selvaggia Gianfigliazzi               | 18. Bartolomeo Gianfigliazzi                          |  |  |       |  |  |                               |  |  |                    |  |
|                                         |                                    | 9. Selvaggia Gianfigliazzi               | 18. Bartolomeo Gianfigliazzi                          |  |  |       |  |  |                               |  |  |                    |  |
|                                         |                                    | 9. Selvaggia Gianfigliazzi               | …                                                     |  |  |       |  |  |                               |  |  |                    |  |
| 2. Piero Strozzi                        |                                    | 9. Selvaggia Gianfigliazzi               |                                                       |  |  |       |  |  |                               |  |  |                    |  |
|                                         |                                    | 10. Piero de' Medici, signore di Firenze | 20. Lorenzo de' Medici, signore di Firenze            |  |  |       |  |  |                               |  |  |                    |  |
|                                         |                                    | 10. Piero de' Medici, signore di Firenze | 20. Lorenzo de' Medici, signore di Firenze            |  |  |       |  |  |                               |  |  |                    |  |
|                                         |                                    | 10. Piero de' Medici, signore di Firenze | 21. Clarice Orsini                                    |  |  |       |  |  |                               |  |  |                    |  |
| 5. Clarice de' Medici                   |                                    | 10. Piero de' Medici, signore di Firenze |                                                       |  |  |       |  |  |                               |  |  |                    |  |
|                                         |                                    | 11. Alfonsina Orsini                     | 22. Roberto Orsini, conte di Albe, Nola e Tagliacozzo |  |  |       |  |  |                               |  |  |                    |  |
|                                         |                                    | 11. Alfonsina Orsini                     | 22. Roberto Orsini, conte di Albe, Nola e Tagliacozzo |  |  |       |  |  |                               |  |  |                    |  |
|                                         |                                    | 11. Alfonsina Orsini                     | 23. Caterina Sanseverino                              |  |  |       |  |  |                               |  |  |                    |  |
| 1. Filippo Strozzi il Giovane           |                                    | 11. Alfonsina Orsini                     |                                                       |  |  |       |  |  |                               |  |  |                    |  |
|                                         | 12. Lorenzo de' Medici il Popolano | 24. Pierfrancesco de' Medici il Vecchio  |                                                       |  |  |       |  |  |                               |  |  |                    |  |
|                                         | 12. Lorenzo de' Medici il Popolano | 24. Pierfrancesco de' Medici il Vecchio  |                                                       |  |  |       |  |  |                               |  |  |                    |  |
|                                         | 12. Lorenzo de' Medici il Popolano | 25. Laudomia Acciaiuoli                  |                                                       |  |  |       |  |  |                               |  |  |                    |  |
| 6. Pierfrancesco de' Medici il Giovane  | 12. Lorenzo de' Medici il Popolano |                                          |                                                       |  |  |       |  |  |                               |  |  |                    |  |
|                                         |                                    | 13. Semiramide Appiano                   | 26. Jacopo III Appiano, signore di Piombino           |  |  |       |  |  |                               |  |  |                    |  |
|                                         |                                    | 13. Semiramide Appiano                   | 26. Jacopo III Appiano, signore di Piombino           |  |  |       |  |  |                               |  |  |                    |  |
|                                         |                                    | 13. Semiramide Appiano                   | 27. Battistina Fregoso                                |  |  |       |  |  |                               |  |  |                    |  |
| 3. Laudomia di Pierfrancesco de' Medici |                                    | 13. Semiramide Appiano                   |                                                       |  |  |       |  |  |                               |  |  |                    |  |
|                                         |                                    | 14. Tommaso Soderini                     | 28. Paolantonio Soderini                              |  |  |       |  |  |                               |  |  |                    |  |
|                                         |                                    | 14. Tommaso Soderini                     | 28. Paolantonio Soderini                              |  |  |       |  |  |                               |  |  |                    |  |
|                                         |                                    | 14. Tommaso Soderini                     | 29. Lisabetta Spinelli                                |  |  |       |  |  |                               |  |  |                    |  |
| 7. Maria Soderini                       |                                    | 14. Tommaso Soderini                     |                                                       |  |  |       |  |  |                               |  |  |                    |  |
|                                         |                                    | 15. Fiammetta Strozzi                    | 30. Filippo Strozzi il Vecchio (= 8)                  |  |  |       |  |  |                               |  |  |                    |  |
|                                         |                                    | 15. Fiammetta Strozzi                    | 30. Filippo Strozzi il Vecchio (= 8)                  |  |  |       |  |  |                               |  |  |                    |  |
|                                         |                                    | 15. Fiammetta Strozzi                    | 31. Fiammetta Adimari                                 |  |  |       |  |  |                               |  |  |                    |  |
|                                         |                                    | 15. Fiammetta Strozzi                    |                                                       |  |  |       |  |  |                               |  |  |                    |  |